# 방응현
방응현(房應賢, 1524년 ∼ 1589년)은 조선의 학자이다. 본관은 남양(南陽), 자는 준부(俊夫), 호는 사계(沙溪)이다. 당나라 재상 방현령(房玄齡)의 후손이며, 고려 삼한벽상공신(三韓壁上功臣) 삼중대광보국(三重大匡輔國) 방계홍(季弘)의 14세손이다. 고조부는 정산현감(定山縣監) 방구성(房九成)이고, 증조부는 수운 판관(水運判官) 방순문(房恂文)이며, 할아버지는 호조좌랑(戶曹佐郞) 방귀화(房貴和)이다. 아버지 방한걸(房漢傑)은 영의정 노수신(盧守愼)이 묘지명을 작성하였다.
동향의 임진왜란 의병장 변사정(邊士貞)과 친교가 두터웠다. 조식(曹植)과 이항(李恒)의 문하에 유학(遊學)하여 학문을 닦았으나, 관직에 뜻이 없어 과거에 응시하지 않았다. 시서(詩書)를 송독(誦讀)하면서 과농(課農)ㆍ이포(理圃)ㆍ관개(灌漑)ㆍ화죽(花竹) 분야에 관심을 두었다. 외물(外物)의 영욕(榮辱)에 대해서는 욕심이 없었다.
전라북도 남원시 주생면에 있는 사계정사(沙溪精舍)는 조선 중기 방응현이 세운 정자로 전라북도의 문화재자료 제166호로 지정되어 있다.

## 사후
그의 학문과 덕행을 추모하기 위해 전라도 남원에 유천서원(楡川書院)이 창건되어 5현사(五賢詞)로 위패가 모셔졌다.

## 저서
- 『사계실기(沙溪實記)』

## 가족 관계
- 조부 : 방귀화(房貴和)
- 조모 : 용인 이씨(龍仁李氏) 이봉손(李奉孫)의 딸
  - 부 : 방한걸(房漢傑)
  - 처부 : 오경인(吳景戭)
    - 부인 : 해주 오씨(海州吳氏, 1524년 ~ 1598년)
      - 장남 : 방덕화(房德驊)
      - 며느리(전처) : 참봉(參奉) 진대수(陳大壽)의 딸
        - 장손 : 방원진(房元震, 1577년 ~ ?) - 1605년(선조 38년) 생원시 급제
        - 장손녀 : 사인(士人) 김경연(金慶衍)에게 시집
        - 차손 : 방원익(房元益) - 사옹원 주부(司饔院主簿)

      - 며느리(후취) : 종사랑(從仕郞) 양사민(楊士敏)의 딸
        - 손자 : 방원점(房元漸)
        - 손자 : 방원정(房元正)
        - 손자 : 방원정(房元井, 1593년 ~ ?) - 1618년(광해군 10년) 진사시 급제
        - 손녀 : 사인(士人) 임게(林垍)에게 출가